# Nuraghe s'Iscala 'e sa Chessa
Il nuraghe s'Iscala 'e sa Chessa (in italiano: Nuraghe san Bartolomeo) è ubicato in un altopiano che domina le vallate di Sa Marghine e s'Iscala piaghesa in territorio di Siligo. Dal nuraghe sono visibili i nuraghi Morette e Puttu Ruju.

## Descrizione
Il nuraghe è in pessimo stato di conservazione, crollato soprattutto sul lato sud ed è poco visibile a causa della vegetazione che lo ricopre. Allo stato non è possibile rilevare la planimetria, tuttavia si individua un corpo di fabbrica di forma ellittica e può essere ascrivibile sia ad un protonuraghe o ad un nuraghe semplice.  La camera centrale di forma ellittica ha il diametro NS (dia. m.13,40) e sull'asse EO di m. 10,00.